# 當當
當當是北京當當網信息技術有限公司營運的一家中文购物网站，以销售图书、音像制品为主，兼具发展小家电、玩具、网络游戏点卡等多种日用品的销售。总部设在北京。

## 历史
1997年，李国庆、俞渝夫妇創立當當網，于1999年11月上线。2000年2月，當當網获IDG集团、卢森堡剑桥投資、日本软银等机构的投资。2004年2月，当当网出让17.5%的股份获得老虎科技基金1100万美元投资，此后當當网开始涉足各种日用品的网上零售。
于2010年12月8日在美国纽约证券交易所正式上市，為中国国内首家於美国上市的B2C电子商務公司。但上市后表现一直不佳，股价很快跌破发行价（16美元）并在5美元左右徘徊。董事长俞渝2015年7月9日提出私有化。2016年5月28日，当当网宣布与母公司当当控股有限公司签署最终并购协议，母公司以每股美国存托股6.7美元的现金收购全部已发行普通股。同年9月12日当当网特别股东大会投票表决，批准是次交易，至此完成私有化退市，退市后创始人李国庆、俞渝夫妇等高管团队共持股93.17%，公司市值约5.3亿美元。
2017年10月，傳出海航集团收购当当网的消息，至2018年1月15日海航集团屬下的天海投资宣佈停牌，同年3月9日披露是次停牌為收购北京当当科文电子商务有限公司及北京当当网信息技术有限公司相关股权。
2020年2月，据北京市卫健委披露，北京一当当网职工感染2019新型冠状病毒，并导致82名密切接触者隔离观察。
2020年4月，当当网创始人李国庆与随行几人到当当网公司取走了公章和财务章，同时发布员工书向公司员工宣布俞渝不再担任当当执行董事、法人、总经理，由李国庆全面接管公司，负责公司经营管理。随后不久，当当网回应说，李国庆是伙同5人闯入当当网办公区并抢走了公章和财务章，公司已针对李国庆这一行为报了警，当当网还向公众披露了公章等遗失明细，称遗失公章等即日作废。

## 争议与纠纷
2015年七月，赶在中国时间7月9日A股上涨、美股尚未开市之际，由当当网当家人李国庆和及其妻俞渝对当当网发起的低价私有化要约，引发小股民集体抗议，李氏夫妇被指抢时差“低价套利”。
2018年6月，当当网一员工高某某因变性手术被当当网按旷工解雇，起诉要求公司支付工资近25万元。2019年2月，北京市第二中级人民法院判决公司解除劳动合同不符合法律规定，要求继续履行劳动合同并支付部分工资。法院认为高某某手术后的病假行为合理，但请假手续存在瑕疵，最终认定公司解雇行为违法。二审于2019年维持一审判决，强调尊重变性人的正当权利，但不代表倡导和推广变性行为。